# Olympische Winterspiele 1964/Teilnehmer (Nordkorea)
| Gelbes Symbol für Goldmedaillen mit stilisierten Olympischen Ringen | Graues Symbol für Silbermedaillen mit stilisierten Olympischen Ringen | Braundes Symbol für Bronzemedaillen mit stilisierten Olympischen Ringen |
| ------------------------------------------------------------------- | --------------------------------------------------------------------- | ----------------------------------------------------------------------- |
| —                                                                   | 1                                                                     | —                                                                       |

Nordkorea nahm an den IX. Olympischen Winterspielen 1964 im österreichischen Innsbruck mit einer Delegation von 13 Athleten in zwei Disziplinen teil, davon sechs Männer und sieben Frauen. Es war Nordkoreas erste Teilnahme an Olympischen Winterspielen. Han Pil-hwa gewann im Eisschnelllauf der Frauen über 3000 Meter mit Silber die einzige Medaille für Nordkorea bei diesen Spielen, im Medaillenspiegel platzierte sich das Land abschließend auf Rang 13.

## Teilnehmer nach Sportarten

### Eisschnelllauf
Männer
- Kim Zin-hook
500 m: 19. Platz (41,9 s)
1500 m: 36. Platz (2:19,4 min)

- Ri Sung-ryool
500 m: 30. Platz (43,0 s)
1500 m: 14. Platz (2:13,9 min)

- Bak Sung-wun
5000 m: 28. Platz (8:20,2 min)

- Kim Choon-bong
5000 m: 30. Platz (8:22,9 min)
10.000 m: 23. Platz (17:10,8 min)

Frauen
- Han Pil-hwa
500 m: 28. Platz (58,5 s)
1500 m: 9. Platz (2:30,1 min)
3000 m: Silber  (5:18,5 min)

- Ryoo Choon-za
500 m: 15. Platz (48,4 s)
1000 m: 16. Platz (1:40,0 min)

- An Sen-za
1500 m: 30. Platz (2:44,7 min)

- Kim Song-soon
1500 m: 4. Platz (2:27,7 min)
3000 m: 7. Platz (5:25,9 min)

- Bak Wol-ja
3000 m: 13. Platz (5:30,8 min)

### Skilanglauf
Männer
- Kim Ko-am
30 km: 65. Platz (1:55:11,0 h)

- Yang Duk-soon
30 km: 63. Platz (1:53:58,4 h)

Frauen
- Kim Bong-za
10 km: 32. Platz (52:18,6 min)

- Ri Han-soon
10 km: 33. Platz (53:21,8 min)